# A.out
a.out je souborový formát používaný v starších verzích un*xových operačních systémů pro spustitelné soubory, objektové soubory a pro sdílené knihovny. I když jej modernější operační systémy často nadále podporují, v praxi byl převážně nahrazen formáty COFF a ELF. Přednastavený název výstupního souboru a.out nadále používají některé překladače a linkery, i když samotný soubor ve skutečnosti používá některý ze zmíněných modernějších formátů.

## Dějiny

### Unix
Formát a.out byl podporován už v roce 1971 v první verzi UNIXu psané pro PDP-7. 
UNIX System V jej v roce 1983 nahradil formátem COFF a pak v roce 1988 v rámci System V Release 4 formátem ELF.
BSD UNIXy měly a.out jako primární formát déle, FreeBSD začalo přecházet z a.out na ELF až od verze 2.2 vydané v březnu 1997, NetBSD přešlo z a.out na ELF až s verzí 1.5 v prosinci 2000.

### Linux
Linux používal a.out až do verze jádra 1.2 v roce 1995, kdy přešel na ELF.